# 20th Television Animation
20th Television Animation es un estudio de animación estadounidense que crea, desarrolla y produce series animadas de televisión, películas, especiales y otros proyectos. Es una unidad de Disney Television Studios, una filial de Disney Entertainment, en última instancia una división de The Walt Disney Company.

## Historia

### 1999–2020: Unidad de 20th Century Fox Television y 20th Television Animation

Logotipo utilizado como Fox Television Animation (1999-2020).

El estudio se estableció el 19 de mayo de 1999. Su primer proyecto fue la producción continua de Padre de familia para su tercera temporada, que se hizo cargo del hogar anterior de la serie en Film Roman para las temporadas uno y dos. El estudio se convertiría en el hogar de las futuras series animadas cocreada por Seth MacFarlane: American Dad! y The Cleveland Show. En 2016, Fox Television Animation asumió la producción de Los Simpson de Matt Groening, reemplazando una vez más a Film Roman.
En la mayoría de los proyectos animados de 20th Television Animation se subcontratan a empresas de producción de animación de terceros como Film Roman, Titmouse, Inc., Bento Box Entertainment y Rough Draft Studios, pero la empresa mantiene 20th Television Animation como una opción interna. Debido a que la compañía actúa como una casa de producción por contrato, no se trata como una división etiquetada de 20th Century Studios como Touchstone Television o Searchlight Pictures. El estudio se especializa en la preproducción y posproducción de animación, mientras que la producción de animación real está a cargo de estudios en Corea del Sur. Los contratistas frecuentes de 20th Television Animation incluyen a Digital eMation, Yearim Productions, AKOM Production y Rough Draft Korea.
El estudio mantiene una ubicación en el vecindario Miracle Mile de Los Ángeles. Sus trabajadores son representados por The Animation Guild, I.A.T.S.E. Local 839.

### 2019–presente: bajo Disney Television Studios
En marzo de 2019, 20th Century Fox Television, 20th Television y Fox Television Animation fueron adquiridas por The Walt Disney Company e integradas en Walt Disney Television como parte de Disney Television Studios. En septiembre de 2020, la compañía de animación pasó a llamarse 20th Television Animation y comenzó con episodios más nuevos de programas en producción en la compañía. 
En diciembre de 2020, se anunció que 20th Television Animation se relanzaría como una unidad independiente de 20th Television. En marzo de 2021, Marci Proietto fue nombrada tentativamente como presidenta de la empresa. Finalmente entró en vigencia en septiembre con el logotipo en pantalla de la compañía que apareció por primera vez después de los créditos del estreno de la temporada 33 de Los Simpson, el estreno de la segunda temporada  de The Great North, el estreno de la temporada 12 de Bob's Burgers y el estreno de la temporada 20 de Padre de familia. 20th Television Animation se enfoca en producir y desarrollar proyectos animados dirigidos a adultos, a diferencia de su estudio hermano dirigido a niños Disney Television Animation. Bajo la nueva encarnación, 20th Television Animation asumiría la supervisión ejecutiva de la producción de todos los proyectos animados que, hasta ese momento, habían sido supervisados por 20th Television. Esto permitió que las series que 20th Television Animation ya estaba produciendo su animación para 20th Television se incorporaran por completo a una sola empresa, mientras que las series cuya animación fuera producida por una empresa de terceros mantendrían esa relación, y 20th Television Animation solo absorbería lo anterior: la producción above-the-line y actuando como el nuevo cliente para el contratista de animación.
El 16 de marzo de 2022, se anunció que el estudio colaboraría con el estudio hermano Disney Television Animation, dirigido a los niños, para la creación de series, miniseries y películas animadas para adultos jóvenes para Disney+.
En abril de 2025, Disney anunció que no renovaría su contrato de arrendamiento con Fox Corporation y que desocuparía Fox Studio Lot en Century City a fines de 2025. Como resultado, 20th Television Animation se mudará a Walt Disney Studios en Burbank.

## Series de televisión
| Título             | Años           | Temporadas     | Episodios      | Cadena                                                           | Notas |
| ------------------ | -------------- | -------------- | -------------- | ---------------------------------------------------------------- | --- |
| Los Simpson        | 1989–presente  | 36             | 790            | FOX                                                              | Coproducida con Klasky Csupo (temporadas 1-3), Film Roman (temporadas 4-27), Gracie Films y The Curiosity Company       |
| King of the Hill   | 1997–2010 2025 | 14             | 259            | FOX (temporada 1–13) Hulu/Disney+ (temporada 14)                 | con Deedle-Dee Productions, Judgemental Films, Film Roman, 3 Arts Entertainment y Bandera Entertainment (temporada 14)  |
| Padre de familia   | 1999–presente  | 23             | 444            | FOX                                                              | con Fuzzy Door Productions                                                                                              |
| Futurama           | 1999–presente  | 10             | 160            | FOX (1999- 2003) Comedy Central (2007-2013) Hulu (2023-presente) | con The Curiosity Company                                                                                               |
| American Dad!      | 2005–presente  | 21             | 388            | FOX (2005-2014; 2025-presente) TBS (2014-2025)                   | con Underdog Productions y Fuzzy Door Productions                                                                       |
| The Cleveland Show | 2009–2013      | 4              | 88             | FOX                                                              | con Persons Unknown Productions, Happy Jack Productions y Fuzzy Door Productions                                        |
| Archer             | 2009-2023      | 15             | 145            | FX (2009-2016) FXX (2016-2023)                                   | con Floyd County Productions y FX Productions                                                                           |
| Bob's Burgers      | 2011–presente  | 14             | 298            | FOX                                                              | con Wilo Productions, Buck & Millie Productions y Bento Box Animation                                                   |
| Allen Gregory      | 2011           | 1              | 7              | FOX                                                              | con JHF, J. Paul/A. Mogel/D. Goodman Productions y Chernin Entertainment                                                |
| Unsupervised       | 2012           | 1              | 13             | FX                                                               | con Floyd County Productions, RCG Productions y The Professional Writing Company                                        |
| Brickleberry       | 2012–2015      | 3              | 33             | Comedy Central                                                   | con Damn! Show Productions y Black Heart Productions                                                                    |
| Napoleon Dynamite  | 2012           | 1              | 6              | FOX                                                              | con Hess Filmsy Scully Productions                                                                                      |
| Out There          | 2013           | 1              | 10             | IFC                                                              | con Quincy Productions                                                                                                  |
| Chozen             | 2013           | 1              | 13             | FX                                                               | con Floyd County Productions y Rough House Pictures                                                                     |
| Bordertown         | 2016           | 1              | 13             | FOX                                                              | con Hentemann Films y Fuzzy Door Productions                                                                            |
| Son of Zorn        | 2016–2017      | 1              | 13             | FOX                                                              | con Agnew Jorné Productions y Lord Miller Productions                                                                   |
| Bless the Harts    | 2019–2021      | 2              | 34             | FOX                                                              | con Titmouse, Lord Miller Productions y Fox Entertaniment                                                               |
| Lyle and Caroline  | 2019           |                |                | FOX                                                              | con Lionsgate Television y 3 Arts Entertainment                                                                         |
| Duncanville        | 2020–2022      | 3              | 39             | FOX                                                              | con Paper Kite, Bento Box Animation, 3 Arts Entertainment, Universal Television y Fox Entertaniment                     |
| Solar Opposites    | 2020–presente  | 5              | 52             | Hulu                                                             | con Justin Roiland's Solo Vanity Card Productions!                                                                      |
| The Great North    | 2021–presente  | 4              | 73             | FOX                                                              | con Wilo Productions, Buck & Millie Productions y Bento Box Animation                                                   |
| Central Park       | 2020–2022      | 3              | 39             | Apple TV+                                                        | con Bento Box Entertainment y Wilo Productions                                                                          |
| Hoops              | 2020           | 1              | 10             | Netflix                                                          | con Lord Miller Productions y Bento Box Animation                                                                       |
| Hit-Monkey         | 2021–2023      | 2              | 20             | Hulu/Disney+                                                     | con Speck Gordon Inc. y Floyd County Productions                                                                        |
| Koala Man          | 2023           | 1              | 8              | Hulu/Disney+                                                     | con Creatures Hermit House, Justin Roiland's Solo Vanity Card Productions!, Princess Pictures Bento y Box Entertainment |
| Praise Petey       | 2023           | 1              | 10             | Freeform                                                         | con ShadowMachine, Gorgeous Horse Productions, The Monica Padrick Company y Bandera Entertainment                       |
| Standing by        | 2025           | Por anunciarse | Por anunciarse | Hulu/Disney+                                                     | con Not a Real Production Company, Straight on Til Morning Productions y Bento Box Entertainment                        |

## Especiales de televisión
| Título                             | Año  | Cadena | Notas                                                       |
| ---------------------------------- | ---- | ------ | ----------------------------------------------------------- |
| The Night of the Headless Horseman | 1999 | FOX    | con CAT Studios, Cinematek y Computer Animated Technologies |
| Olive, the Other Reindeer          | 1999 | FOX    | con DNA Productions, Flower Films y The Curiosity Company   |
| Ice Age: A Mammoth Christmas       | 2011 | FOX    | con Blue Sky Studios                                        |
| Ice Age: The Great Egg-Scapade     | 2016 | FOX    | con Blue Sky Studios                                        |

## Películas
| #                  | Título                                    | Fecha de estreno         | Coproducción con                                                    | Distribuidora                       | Recaudación mundial (USD) | Presupuesto (USD) | Rotten Tomatoes  | Metacritic       |
| ------------------ | ----------------------------------------- | ------------------------ | ------------------------------------------------------------------- | ----------------------------------- | ------------------------- | ----------------- | ---------------- | ---------------- |
| 1                  | Stewie Griffin: La historia jamas contada | 27 de septiembre de 2005 | Fuzzy Door Productions                                              | 20th Century Fox Home Entertainment | N/A                       | N/A               | 81%              | N/A              |
| 2                  | Los Simpson: la película                  | 27 de julio de 2007      | 20th Century Fox Animation Gracie Films                             | 20th Century Fox                    | $527 071 022              | $75 000 000       | 88%              | 80               |
| 3                  | Futurama: Bender's Big Score              | 27 de noviembre de 2007  | The Curiosity Company Rough Draft Studios                           | 20th Century Fox Home Entertainment | N/A                       | N/A               | 100%             | N/A              |
| 4                  | Futurama: The Beast with a Billion Backs  | 24 de junio de 2008      | The Curiosity Company Rough Draft Studios                           | 20th Century Fox Home Entertainment | N/A                       | N/A               | 80%              | N/A              |
| 5                  | Futurama: el juego de Bender              | 18 de mayo de 2008       | The Curiosity Company Rough Draft Studios                           | 20th Century Fox Home Entertainment | N/A                       | N/A               | 66%              | N/A              |
| 6                  | Futurama: Into the Wild Green Yonder      | 24 de mayo de 2009       | The Curiosity Company Rough Draft Studios                           | 20th Century Fox Home Entertainment | N/A                       | N/A               | 68%              | N/A              |
| 7                  | Bob's Burgers: La película                | 27 de mayo de 2022       | 20th Century Studios 20th Century Animation Bento Box Entertainment | Walt Disney Studios Motion Pictures | N/A                       | N/A               | 87%              | 75               |
| Proximas películas |                                           |                          |                                                                     |                                     |                           |                   |                  |                  |
| 8                  | Padre de familia: La película             | Por anunciarse           | 20th Century Studios 20th Century Animation Fuzzy Door Productions  | Walt Disney Studios Motion Pictures | Por anunciarse            | Por anunciarse    | Por determinarse | Por determinarse |
| 9                  | Los Simpson: La película 2                | Por anunciarse           | 20th Century Studios 20th Century Animation Gracie Films            | Walt Disney Studios Motion Pictures | Por anunciarse            | Por anunciarse    | Por determinarse | Por determinarse |